# Saba (pevka)
Anna Saba Lykke Oehlenschlæger, znana kot Saba , danska pevka, igralka in manekenka etiopskega rodu, * 11. avgust 1997, Adis Abeba, Etiopija.

## Zgodnje življenje
Anna Saba Lykke Oehlenschlæger in njena sestra dvojčica Andrea sta se rodili 11. avgusta 1997 v Adis Abebi v Etiopiji. Posvojili so jih pri osmih mesecih in so jih vzgajali v Ringkøbingu na Danskem.

## Kariera
Ko sta s sestro pustili srednjo šolo, sta se preselili v København, tam je začela kot model na področju izdelkov za beljenje zob, njena sestra pa se je ukvarjala s pevsko in igralsko kariero.
Dne 25. januarja 2024 je bilo objavljeno, da je Saba tekmovalka na Dansk Melodi Grand Prix 2024, danski nacionalnem izboru za Pesem Evrovizije 2024, s pesmijo »Sand«. V finalu 17. februarja 2024 je zmagala in si pridobila pravico zastopati Dansko. Saba je nastopila v drugem polfinalu Pesmi Evrovizije 2024, kjer je zasedla 12. mesto s 36 točkami.

## Zasebno življenje
Leta 2018 so ji diagnosticirali bipolarno motnjo in je bila do leta 2020 večkrat hospitalizirana. V najstniških letih se je tudi večkrat samo-poškodovala. Saba je ambasadorka danskega združenja za depresijo.
Saba je bila v istospolni zvezi z Lærke-Mario Schmidt od leta 2020 do leta 2023. Na Danish Melodi Grand Prix 2024 je razkrila, da je bila 6 mesecev v zvezi z Aviajo Larsen.

## Diskografija

### Pesmi
| Naslov | Leto | Najvišja uvrstitev na lestvici | Najvišja uvrstitev na lestvici | Album / EP |
| Naslov | Leto | DEN                            | LTU                            | Album / EP |
| ------ | ---- | ------------------------------ | ------------------------------ | ---------- |
| »Sand« | 2024 | 36                             | 77                             | —          |